# カール・ポール・リンク
カール・ゲアハード・ポール・リンク（Karl Paul Gerhard Link、1901年1月31日 - 1978年11月21日は、アメリカ合衆国の生化学者である。抗凝固剤ワルファリンの発見で知られる。

## 若年期と初期のキャリア
リンクは1901年1月31日にインディアナ州ラポートで生まれた。父はドイツ系のルーテル教会の牧師で、リンクは10人兄弟の一人だった。地元の学校を卒業した後、1918年にウィスコンシン大学マディソン校農業学部に進学して農業化学を学び、1923年に修士号、1925年にPh.Dを取得した。
その後、国家教育委員会から博士研究員に選ばれ、ヨーロッパに移住した。セント・アンドリューズ大学で炭水化物化学者のジェームズ・アーヴァインと短期間研究した後、1926年からオーストリア・グラーツで、微量化学の創始者であるフリッツ・プレーグルと共に研究した。その後、チューリッヒにあるパウル・カラーの研究室で数か月過ごした。この期間、リンクは結核を患い、ダボスで療養を余儀なくされた。ヨーロッパから帰国した後のリンクは奇抜な服装を好むようになり、大きな蝶ネクタイやフランネルのシャツ、時にはケープを身に着けている姿がよく見られた。
1927年に母校ウィスコンシン大学マディソン校のアシスタント・プロフェッサーに就任し、1928年に准教授に昇進した。1930年9月20日にエリザベス・フェルドマン(Elizabeth Feldman)と結婚し、3人の息子をもうけた。

## 抗凝固剤の発見

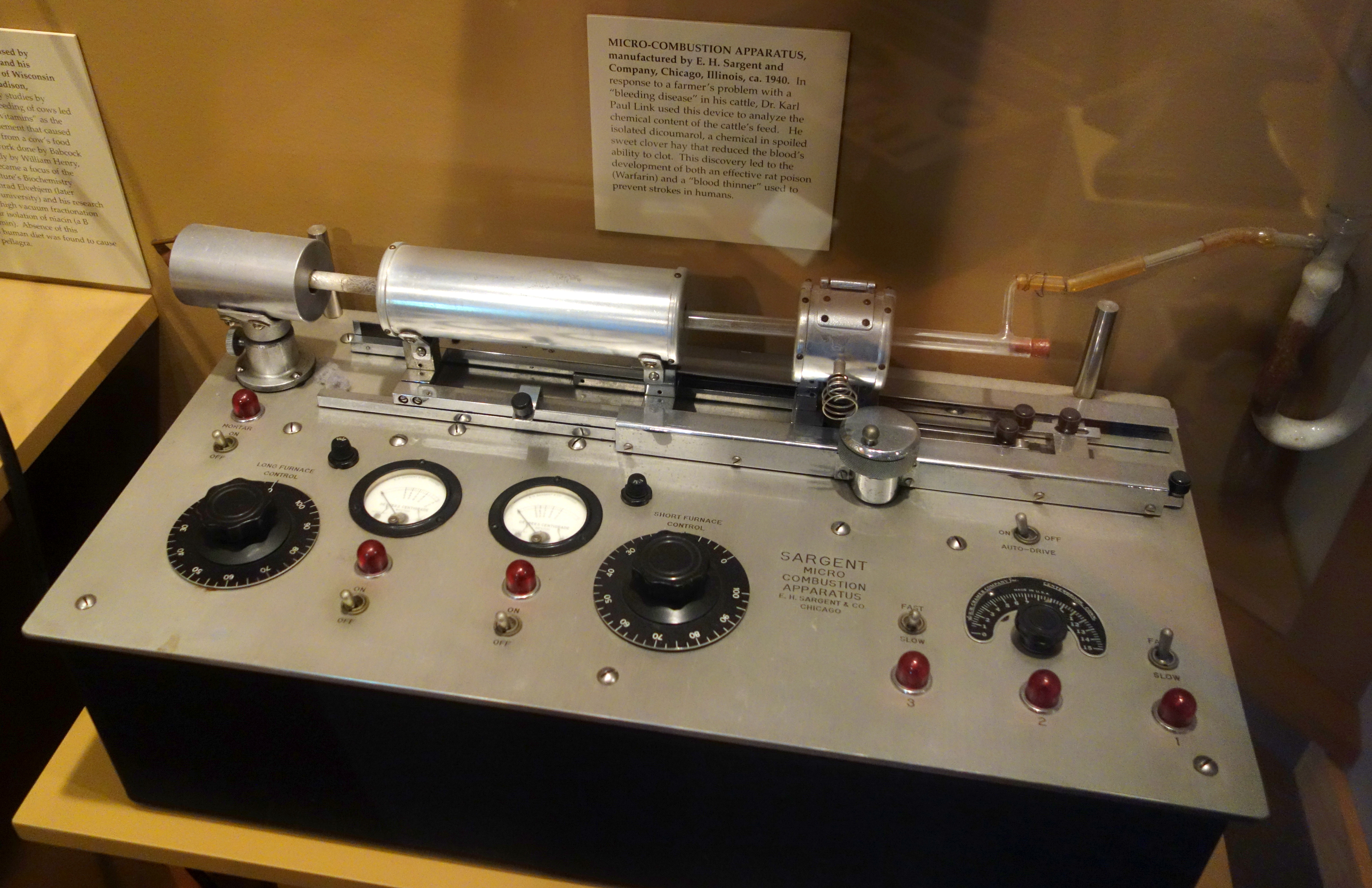
リンクがジクマロールの分離に使用した1940年ごろ製造のマイクロ燃焼装置

ウィスコンシン大学在籍当初は、植物の炭水化物と耐病性に関する研究を行っていた。リンクの最盛期は、ウィスコンシン州の農夫エド・カーソンがスイートクローバー中毒に罹った牛をリンクに診てもらったことから始まった。この病気は、腐ったスイートクローバーから作られた干し草を食べた牛が出血多量で死亡するというもので、1924年に獣医のフランク・スコフィールドにより報告された。カーソンは、死亡した飼っていた牛、その牛から出た血液、牛が食べていた干し草を持ってリンクのもとを訪れた。リンクの指導の下で、博士課程のハロルド・キャンベル、ラルフ・オーバーマン、チャールズ・ヒュブナー、マーク・スターマンは、原因物質と推定される化合物を結晶化し、それがクマリンに関連するジクマロール（3,3'-メチレンビス（4-ヒドロキシクマリン））であることを突き止めた。
ジクマロールは、ウィスコンシン総合病院とメイヨー・クリニックで臨床試験が行われ、その後数年間は最もよく処方される経口抗凝固剤となった。
リンクらによるクマリンの研究の一環として合成されたいくつかの化合物の中にワルファリン(warfarin)があり、1945年に特許が取得された。この名称は、この特許の譲渡を受けたウィスコンシン大学研究財団(WARF)がその略称にちなんで命名したものである。ワルファリンは当初殺鼠剤として販売されていたが、抗凝固作用があることが判明し、1950年代にはヘパリンに次ぐ臨床用抗凝固剤として重要な薬剤となった。

## 晩年
リンクは1946年に米国科学アカデミー会員に選出された。また、アルバート・ラスカー基礎医学研究賞（1955年）、ラスカー・ドゥベーキー臨床医学研究賞（1960年）など多くの賞を受賞した。ワルファリンの発見以降は、その生物化学と関連化合物の研究に関与し続けた。
晩年は、結核の進行によりレイクビュー療養所に移り住んだ。そのため研究活動はままならなくなったが、1971年に退職するまで教授職を続けた。
リンクは生涯にわたり自由主義運動に積極的に関わり、妻は平和運動に参加していた。
リンクは1978年11月21日に心不全により死去した。

## 著作物
- Link, Karl Paul; Tottingham, W. E. (February 1923). “Effects of the method of desiccation on the carbohydrates of plant tissue”. Journal of the American Chemical Society 45 (2):  439–447. doi:10.1021/ja01655a020.
- Campbell, Harold A.; Link, Karl Paul (1941). “Studies on the hemorrhagic sweet clover disease. IV. The isolation and crystallization of the hemorrhagic agent”. J Biol Chem 138:  21–33. doi:10.1016/S0021-9258(18)51407-1.
- Stahmann, Mark Arnold; Huebner, Charles Ferdinand; Link, Karl Paul (1941). “Studies on the hemorrhagic sweet clover disease. V. Identification and synthesis of the hemorrhagic agent”. J Biol Chem 138 (2):  513–527. doi:10.1016/S0021-9258(18)51377-6.
- Link, Karl Paul (January 1959). “The discovery of dicumarol and its sequels”. Circulation 19 (1):  97–107. doi:10.1161/01.cir.19.1.97. PMID 13619027.